# Vanløse Station
Vanløse Station er en S-togs- og metrostation i Vanløse. Stationen er indrettet i to forskudte planer, hvor den øverste perron benyttes af S-togene, mens den nederste er endestation for metrolinjerne M1 og M2.
Tidligere lå Vanløse tillige på S-banen fra Hellerup Station over Nørrebro og videre til Frederiksberg. Togene vendte på stationen og forlod perronen i samme retning, som de var ankommet, mens et sporskifte sørgede for, at de kom videre mod destinationen. Strækningen fra Vanløse til Frederiksberg Station blev nedlagt i januar 2000 og er nu erstattet af metro. Forbindelsen mellem Vanløse og Grøndal Station blev nedlagt i april 2001, og Grøndal blev i stedet forbundet med først den midlertidige C. F. Richs Vej Station i 2002 og siden Flintholm Station i 2004 i forbindelse med Ringbanens forlængelse mod syd.
Van Morrisons sang Vanløse Stairway handler om trappen op til Vanløse station.

## Galleri
- Wikimedia Commons har flere filer relateret til Vanløse Station

- Hvor metroperronen ligger i dag lå der tidligere en S-togsperron.
- Metroperronen.
- Passage op til S-togsperronen.
- S-togsperronen.
- Stationen set fra Jernbane Alle.
- Gammel kommandopost.

## Antal rejsende
Ifølge Østtællingen var udviklingen i antallet af dagligt afrejsende med S-tog:
| År   | Antal | År   | Antal | År   | Antal | År   | Antal |
| ---- | ----- | ---- | ----- | ---- | ----- | ---- | ----- |
| 1957 | 4.259 | 1974 | 3.466 | 1991 | 4.841 | 2001 | 4.880 |
| 1960 | 4.006 | 1975 | 3.020 | 1992 | 4.877 | 2002 | 4.880 |
| 1962 | 4.210 | 1977 | 3.015 | 1993 | 4.994 | 2003 | 5.541 |
| 1964 | 4.231 | 1979 | 3.822 | 1995 | 5.039 | 2004 | 5.896 |
| 1966 | 3.999 | 1981 | 4.251 | 1996 | 5.277 | 2005 | 5.715 |
| 1968 | 3.871 | 1984 | 3.948 | 1997 | 5.341 | 2006 | 6.161 |
| 1970 | 3.894 | 1987 | 3.853 | 1998 | 5.397 | 2007 | 6.199 |
| 1972 | 3.704 | 1990 | 4.895 | 2000 | 5.722 | 2008 | 6.301 |

Ifølge Ørestadsselskabet var udviklingen i antallet af dagligt afrejsende:
| År         | Antal |
| ---------- | ----- |
| 11.12.2002 | -     |
| 02.04.2004 | 7.045 |
| 15.04.2005 | 8.570 |